# José Goldschmied
José Goldschmied Stoupignan (* 12. září 1975 Ciudad de México) je bývalý mexický zápasník – judista.

## Sportovní kariéra
Pochází ze sportovní židovské rodiny. Jeho otec a strýcové patřili k průkopníkům sportovního juda v Mexiku. Otec Gabriel byl dlouholetým předsedou Mexického judistického svazu. Judu se začal aktivně věnovat ve 12 letech. V mexické mužské reprezentaci se prosadil v 18 letech v polostřední váze do 78 kg. Od roku 2000 přestoupil do střední váhy do 90 kg. V reprezentaci vedení Sergio Acostou se na mezinárodní úrovni výrazně neprosazoval. Jeho druhé místo na prosincových Středoamerických a karibských hrách v roce 2002 má škraloup pozitivního dopingového nálezu na steroid nandrolon. Podařilo se mu však právně zpochybnit výsledky testu a uniknout dlouletému zákazu startu. V roce 2004 mu vyšla panamerická kvalifikace pro start na olympijských hrách v Athénách, kde vypadl v úvodním kole s Francouzem Frédéricem Demontfauconem po nasazeném škrcení. Vzápětí ukončil sportovní kariéru. Pracuje v oblasti marketingu.

## Výsledky
| Turnaj                  | 1993             | 1994             | 1995             | 1996             | 1997             | 1998             | 1999             | 2000         | 2001         | 2002         | 2003         | 2004         |
| Turnaj                  | 18               | 19               | 20               | 21               | 22               | 23               | 24               | 25           | 26           | 27           | 28           | 29           |
| Turnaj                  | polostřední váha | polostřední váha | polostřední váha | polostřední váha | polostřední váha | polostřední váha | polostřední váha | střední váha | střední váha | střední váha | střední váha | střední váha |
| ----------------------- | ---------------- | ---------------- | ---------------- | ---------------- | ---------------- | ---------------- | ---------------- | ------------ | ------------ | ------------ | ------------ | ------------ |
| Olympijské hry          |                  |                  |                  | —                |                  |                  |                  | —            |              |              |              | úč.          |
| Mistrovství světa       | úč.              |                  | —                |                  | —                |                  | úč.              |              | úč.          |              | úč.          |              |
| Panamerické hry         |                  |                  | ?                |                  |                  |                  | ?                |              |              |              | —            |              |
| Panamerické mistrovství |                  | ?                |                  | —                | ?                | ?                | —                | 5.           | ?            | ?            | úč.          | 5.           |
| Středoamerické a k. hry | ?                |                  |                  |                  |                  | ?                |                  |              |              | 2.           |              |              |
| MS juniorů              |                  | úč.              |                  |                  |                  |                  |                  |              |              |              |              |              |